# 刘叔堂
刘叔堂（?—?），甘肃镇番（今甘肃良勒）人，是一名清朝政治人物。刘叔堂曾于1750年接替田联芳任宝山县知县一职，1750年由杨士惇接任。